# Annunciazione Cavalcanti
L'Annunciazione Cavalcanti è un'opera di Donatello in pietra serena dorata e in parte policromata (420x274 cm), collocata nella navata destra della basilica di Santa Croce a Firenze. Databile al 1435 circa, è una delle rare opere del grande scultore che sia ancora oggi collocata nella sua posizione originaria.

## Storia
L'opera deve il suo nome al fatto che nacque per i Cavalcanti, che avevano qui la tomba di famiglia (oggi non più esistente e non più ricostruibile con certezza). La datazione esatta dell'opera è stata oggetto di molte controversie, anche perché Vasari la descrisse come opera giovanile associandola al Crocifisso Bardi, mentre oggi si ritiene prevalentemente come opera scolpita nell'arco di tempo tra il ritorno da Roma (1433) e la partenza per Padova dell'artista (1443). Il primo a datarlo agli anni trenta fu Schmarsow nel 1886, ripresa da Semper nel 1887, che modificò la sua precedente attribuzione.
Lorenzo il Vecchio, fratello di Cosimo de' Medici, era sposato con Ginevra Cavalcanti, per cui non si può escludere un ruolo dei Medici nel conferimento dell'incarico al grande scultore.
L'opera segna una deviazione dal solenne e dinamico stile usuale di Donatello, che qui creò una scena di grande dolcezza e misurata bellezza. La datazione agli anni trenta venne ricavata soprattutto studiando la decorazione architettonica, che manifesterebbe (secondo Janson) il distacco dalla collaborazione con Michelozzo. Martinelli, al contrario, ipotizzò ancora un intervento dell'architetto.
Nel 1884 venne restaurata la doratura e la lucidatura con interventi leggeri, essendo lo stato di conservazione ottimo. In quell'occasione Luigi del Moro, architetto dell'Opera di Santa Croce, ritrovò anche i due putti sdraiati sopra la cimasa, già rimossi e danneggiati. Nel 1900 vennero reintegrati dopo il restauro.
Le fonti cinquecentesche riportarono anche la presenza di una predella con storie della vita di san Nicola, forse identificabile con quella oggi nel museo di Casa Buonarroti. Alcuni ipotizzano che la predella risalisse a un intervento successivo di circa vent'anni (Janson).
Risalgono infine all'ultimo quarto del Cinquecento gli affreschi già sopra il tabernacolo di Alessandro del Barbiere, che raffigurano un baldacchino con putti. Essi vennero imbiancati e oggi ne restano solo frammenti.

## Descrizione e stile

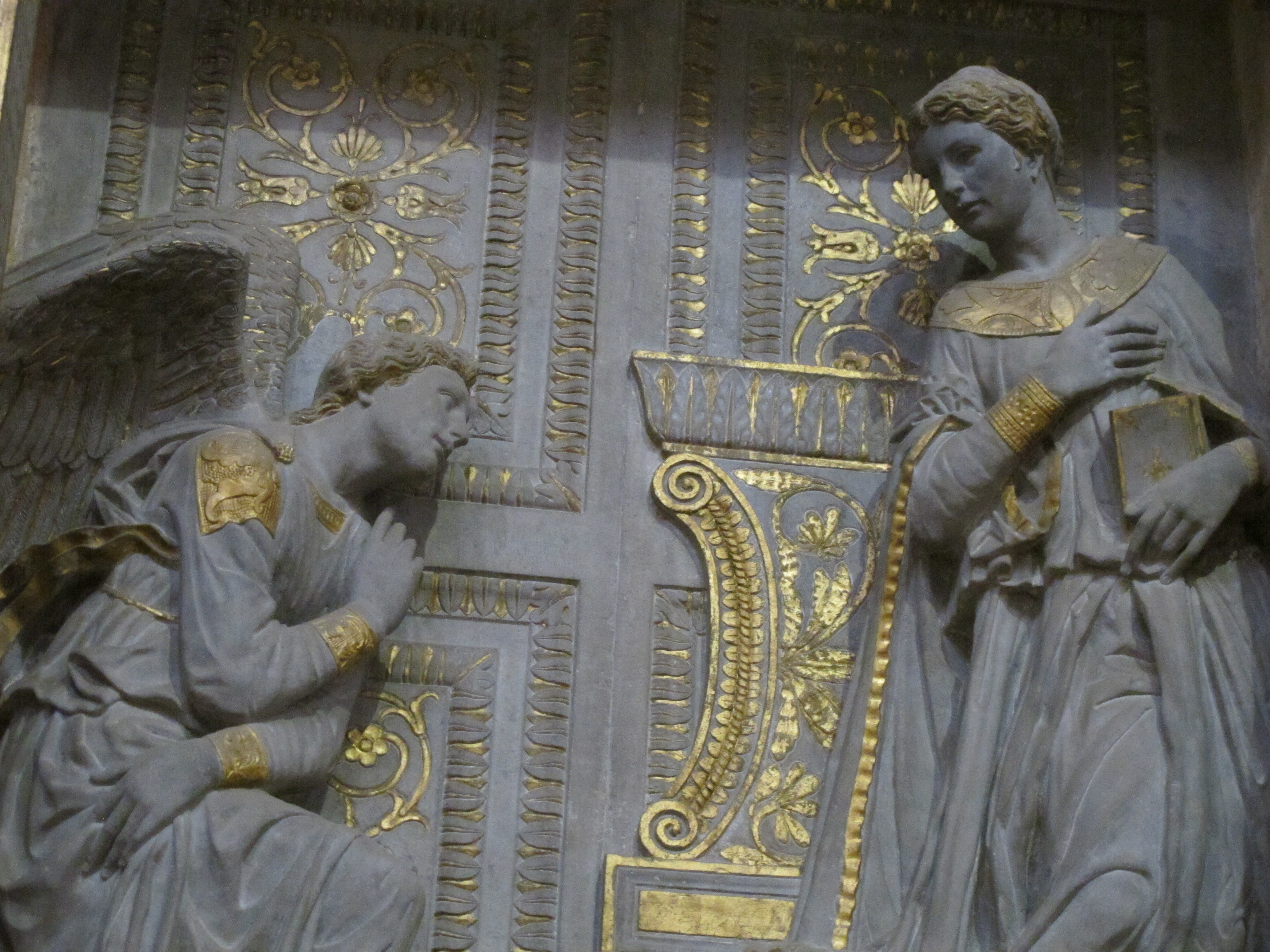
Dettaglio

L'Annunciazione è inserita in un'edicola rinascimentale, composta da un basamento, sorretto da due mensole con lo stemma Cavalcanti e da una ghirlanda alata al centro (dentro di essa si trova un disco di granito nero aggiunto in epoca imprecisata al posto di un'iscrizione o uno stemma); sopra poggiano due pilastri decorati con molta originalità: con volute e zampe leonine sulle basi, foglioline disposte a squama sul fusto e i capitelli con mascheroni sugli angoli, come si trovano anche sulla base del tabernacolo della Parte Guelfa di Orsanmichele, creato su disegno di Donatello verso il 1425. La trabeazione infine è composta da più cornici e modanature con varie decorazioni dorate (dentelli, foglioline, ovuli, rosette), coronata da una cimasa semicircolare, con due rosette ai lati a mo' di volute, un rosone scanalato centrale e rilievi di ghirlande e rosette, sopra la quale si trovano sei putti in terracotta con tracce di policromia che reggono festoni: due sdraiati sul vertice e due coppie in piedi ai lati, questi ultimi di straordinaria vitalità e realismo, raffigurati mentre si abbracciano sorreggendosi l'un l'altro come se avessero paura di cadere vista la notevole altezza. Il tabernacolo funge contemporaneamente da cornice e da palcoscenico per la rappresentazione principale.
La scena dell'Annunciazione vera e propria si svolge infatti al centro, su uno sfondo riccamente ornato da cornici e girali che ricordano il gusto ellenistico. Esso è piatto ed evita le complesse architetture illusionistiche tipiche di tante rappresentazioni pittoriche dell'Annunciazione. La ricca ornamentazione però non influisce in alcun modo nella calma concentrazione dell'incontro sacro.
I due protagonisti, l'Angelo e la Vergine, sono ad altorilievo e sono rappresentati nel momento immediatamente successivo all'apparizione angelica.
La Vergine, posta sullo sfondo di uno scranno-schienale a forma di lira, è colta moderatamente di sorpresa e, portando una mano al petto, ha una reazione controllata, che inizialmente può sembrare di fuga (come mostrano le gambe e il panneggio cadente sulla sinistra), ma il suo viso è ormai rivolto all'angelo. Nel volto si legge una serena espressione di stupore, di umiltà, di gratitudine, di intelligenza e di virtù. La sua figura è modellata secondo gli ideali anatomici degli antichi, ma supera l'arte antica per espressività delle emozioni più profonde: Wirtz parla di "interiorità animata e spiritualità astratta", che gli antichi non conoscevano.
L'angelo, inginocchiato al suo cospetto, la guarda timidamente e con dolcezza, stabilendo un serrato dialogo visivo che rende la scena straordinariamente leggera e viva. Il suo volto cerca quello della Vergine con una leggera torsione del capo e ha gli occhi grandi e la bocca leggermente dischiusa.
Manca un elemento essenziale dell'iconografia tradizionale quale la colomba dello Spirito Santo, mentre il libro è il tipico attributo mariano che ricorda come in quell'evento si compirono le Sacre Scritture dei profeti. L'allusione al giardino chiuso (hortus conclusus) simbolo della verginità di Maria è rappresentato dalla "porta chiusa" sullo sfondo dove, alle sue spalle, compare anche il leggio tipico elemento che l'accompagna solitamente; l'angelo, invece, non reca il tradizionale giglio (simbolo di purezza) o il ramoscello di olivo come accade ad esempio nell'Annunciazione di Simone Martini del 1333.